# Costruzioni di Firenze per altezza
Tra le costruzioni più alte della città di Firenze, l'edificio più alto è la Cattedrale di Santa Maria del Fiore che con la Cupola del Brunelleschi raggiunge i 116 metri, seguita dalla Torre di Arnolfo di Palazzo Vecchio con 95 metri.
| Pos. | Altezza (m) | Edificio                                                          | Immagine |
| ---- | ----------- | ----------------------------------------------------------------- | -------- |
| 1    | 116         | Cupola del Brunelleschi della cattedrale di Santa Maria del Fiore |          |
| 2    | 95          | Torre di Arnolfo di Palazzo Vecchio                               |          |
| 3    | 84,70       | Campanile di Giotto                                               |          |
| 4    | 78,45       | Campanile della basilica di Santa Croce                           |          |
| 5    | 75          | Torre di Maratona dello stadio Artemio Franchi                    |          |
| 6    | 72          | Palazzo di Giustizia                                              |          |
| 7    | 70          | Campanile della badia fiorentina                                  |          |
| 8    | 70          | Campanile della basilica di Santo Spirito                         |          |
| 9    | 68          | Campanile di Santa Maria Novella                                  |          |
| 10   | 61          | Hotel Hilton Florence Metropole                                   |          |
| 11   | 59          | Cupola della cappella dei Principi                                |          |
| 12   | 57          | Torre Volognana del museo nazionale del Bargello                  |          |